# Rochejean
Rochejean és un municipi francès situat al departament del Doubs i a la regió de Borgonya - Franc Comtat. L'any 2007 tenia 512 habitants.

## Demografia

### Població
El 2007 la població de fet de Rochejean era de 512 persones. Hi havia 205 famílies de les quals 66 eren unipersonals (29 homes vivint sols i 37 dones vivint soles), 45 parelles sense fills, 82 parelles amb fills i 12 famílies monoparentals amb fills.
La població ha evolucionat segons el següent gràfic:
Habitants censats

### Habitatges
El 2007 hi havia 385 habitatges, 206 eren l'habitatge principal de la família, 156 eren segones residències i 23 estaven desocupats. 225 eren cases i 161 eren apartaments. Dels 206 habitatges principals, 138 estaven ocupats pels seus propietaris, 61 estaven llogats i ocupats pels llogaters i 7 estaven cedits a títol gratuït; 6 tenien una cambra, 28 en tenien dues, 33 en tenien tres, 47 en tenien quatre i 92 en tenien cinc o més. 179 habitatges disposaven pel capbaix d'una plaça de pàrquing. A 94 habitatges hi havia un automòbil i a 102 n'hi havia dos o més.

### Piràmide de població
La piràmide de població per edats i sexe el 2009 era:
| Homes | Edats   | Dones |
| ----- | ------- | ----- |
| 0     | 95 o +  | 0     |
| 0     | 90 a 94 | 0     |
| 4     | 85 a 89 | 0     |
| 0     | 80 a 84 | 8     |
| 0     | 75 a 79 | 0     |
| 12    | 70 a 74 | 12    |
| 4     | 65 a 69 | 4     |
| 16    | 60 a 64 | 4     |
| 0     | 55 a 59 | 0     |
| 8     | 50 a 54 | 8     |
| 20    | 45 a 49 | 24    |
| 36    | 40 a 44 | 24    |
| 28    | 35 a 39 | 16    |
| 16    | 30 a 34 | 28    |
| 8     | 25 a 29 | 16    |
| 8     | 20 a 24 | 4     |
| 28    | 15 a 19 | 12    |
| 16    | 10 a 14 | 20    |
| 16    | 5 a 9   | 4     |
| 16    | 0 a 4   | 24    |

## Economia
El 2007 la població en edat de treballar era de 337 persones, 276 eren actives i 61 eren inactives. De les 276 persones actives 256 estaven ocupades (145 homes i 111 dones) i 18 estaven aturades (6 homes i 12 dones). De les 61 persones inactives 12 estaven jubilades, 27 estaven estudiant i 22 estaven classificades com a «altres inactius».

### Ingressos
El 2009 a Rochejean hi havia 239 unitats fiscals que integraven 634,5 persones, la mediana anual d'ingressos fiscals per persona era de 22.873 €.

### Activitats econòmiques
Dels 24 establiments que hi havia el 2007, 1 era d'una empresa extractiva, 1 d'una empresa alimentària, 1 d'una empresa de fabricació d'altres productes industrials, 4 d'empreses de construcció, 1 d'una empresa de comerç i reparació d'automòbils, 5 d'empreses d'hostatgeria i restauració, 2 d'empreses d'informació i comunicació, 4 d'empreses de serveis, 3 d'entitats de l'administració pública i 2 d'empreses classificades com a «altres activitats de serveis».
Dels 5 establiments de servei als particulars que hi havia el 2009, 2 eren fusteries, 1 empresa de construcció i 2 restaurants.
L'únic establiment comercial que hi havia el 2009 era una fleca.
L'any 2000 a Rochejean hi havia 4 explotacions agrícoles.

## Equipaments sanitaris i escolars
El 2009 hi havia una escola elemental.

## Poblacions més properes
El següent diagrama mostra les poblacions més properes.